# Yolanda (film)
Pour les articles homonymes, voir Yolanda.
Pour plus de détails, voir Fiche technique et Distribution.
Yolanda est un film américain réalisé par Robert G. Vignola et sorti en 1924.

## Synopsis
La princesse Marie de Bourgogne, étant informée par son père le duc qu'elle doit épouser Maximilien d'Autriche, se rend incognito à la foire de la soie où elle rencontre et tombe amoureuse d'un chevalier qui s'avère être Maximilien. Ce dernier est jeté dans le donjon du château par des conspirateurs et est sur le point d'être exécuté lorsqu'il est sauvé grâce à l'intervention de la princesse. Par de mauvaises influences, le duc est amené à changer d'avis à l'égard d'un gendre et transfère l'alliance avec le fils timide du roi de France. Marie est confiée aux bons soins de la cour de France. Maximilien la sauve et après la mort du duc dans une bataille avec les Suisses, est choisi pour diriger les Bourguignons. Le mariage de Maximillian et Mary est annoncé.

## Fiche technique
- Réalisation : Robert G. Vignola
- Scénario : Luther Reed
- Production : Metro-Goldwyn
- Lieu de tournage : New York[1]
- Photographie : George Barnes, Ira H. Morgan
- Musique : William Frederick Peters
- Langue originale : Film muet
- Durée : 11 bobines
- Date de sortie : 
  - États-Unis : 19 février 1924

## Distribution

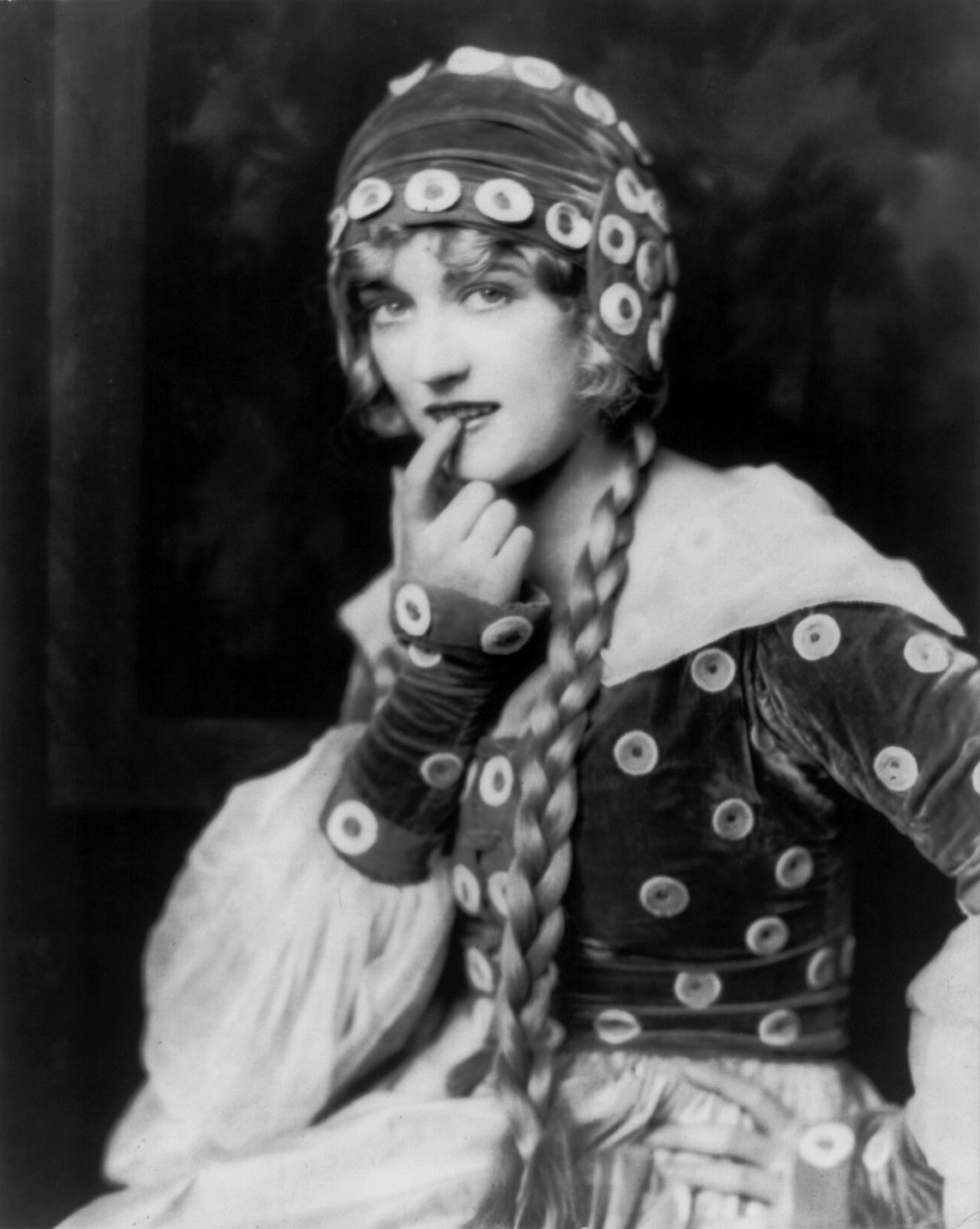
Marion Davies dans Yolanda

- Marion Davies : la princesse Mary/Yolanda
- Lyn Harding : Charles le Téméraire, le duc de Bourgogne
- Holbrook Blinn : roi Louis XI
- Macklyn Arbuckle : évêque La Balue
- Johnny Dooley : le Dauphin
- Arthur Donaldson : Lord Bishop
- Ralph Graves : Maximillian de Styre
- Ian Maclaren : Campo Basse
- Gustav von Seyffertitz : Oliver de Daim
- Theresa Maxwell Conover : reine Margaret
- Martin Faust : Comte Galli
- Thomas Findley : le père d'Antoinette
- Paul McAllister : Jules d'Humbercourt
- Leon Errol